# Ascotis semifusca
Ascotis semifusca là một loài bướm đêm trong họ Geometridae.